# Scipione Guidi di Bagno

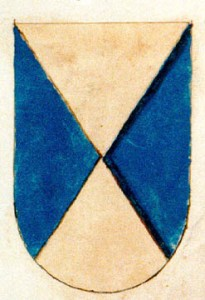
Stemma Guidi di Bagno

Scipione Ippolito Giacomo Guidi di Bagno (Mantova, 25 luglio 1660 – Vienna, 2 ottobre 1721) è stato un generale italiano naturalizzato austriaco al servizio dell'Esercito del Sacro Romano Impero.

## Biografia
Scipione Guidi di Bagno nacque il 25 luglio 1660, figlio del marchese Giulio Guidi di Bagno (?-1698) (fratello del cardinale Gianfrancesco Guidi di Bagno) e della nobildonna bergamasca Claudia Arrigoni. Sin da bambino Scipione venne ammesso nella corte imperiale asburgica come paggio dell'imperatore Leopoldo I del Sacro Romano Impero, venendo in seguito avviato alla carriera militare dal padre assieme al fratello Guido; i due nel 1683 ebbero modo di distinguersi con gra valore nella celebre Battaglia di Vienna, affiancando il generale Eugenio di Savoia dal quale Scipione ottenne il grado di capitano.
Scipione ebbe modo in seguito di distinguersi in altre campagne militari contro i turchi, venendo nominato sempre nel 1683 al ruolo di aiutante generale di campo del duca Carlo V di Lorena, venendo poi promosso al grado di colonnello; prese parte con valore alla Battaglia di Zenta ove il suo contributo fu determinante per la vittoria degli imperiali sui turchi.
Fu in quel periodo, dopo la firma della pace di Carlowitz il 26 gennaio 1699, che l'imperatore Leopoldo I del Sacro Romano Impero, volendo ricompensare Scipione per i suoi fedeli servigi all'esercito imperiale, il 27 novembre 1699, dopo la promozione a colonnello di fanteria e all'assegnazione di un reggimento con il proprio cognome, lo nominò Ciambellano della Chiave d'Oro, magnate d'Ungheria e signore di Syrek.
Prese parte quindi insieme Eugenio di Savoia alle campagne per la guerra di successione spagnola, ove in un primo momento nel 1701 occupò la città di Mantova e in seguito si schierò con l'imperatore nell'accusa al duca Ferdinando Carlo di Gonzaga-Nevers, tacciato di fellonia e tradimento per avere aiutato i francesi nel corso dell'assedio; l'anno successivo prese parte alla battaglia di Luzzara ove gli imperiali sconfissero l'esercito del duca Luigi Giuseppe di Borbone-Vendôme. Nel 1706 si spostò a Castiglione delle Stiviere per contrastare le armate franco-spagnole, riuscendo tra l'altro a fare propria prigioniera la duchessa Laura Pico della Mirandola. In quello stesso anno Scipione si portò in Piemonte per prestare aiuto al re Vittorio Amedeo II di Savoia, parente del suo generale e amico Eugenio, scontrandosi con le truppe francesi presso Abbadia Alpina, non lontano da Castelbando, contrapponendosi alla ferrea resistenza mossa dai difensori.
Scipione continuo a distinguersi nelle campagne in Italia sino al 1714 e cioè sino alla firma della pace di Rastatt; il nuovo imperatore Giuseppe I del Sacro Romano Impero, per ricompensare il suo fedele condottiero, lo promosse generale maggiore dell'artiglieria imperiale. L'11 luglio 1716 l'imperatore Carlo VI del Sacro Romano Impero lo nominò feldmaresciallo e suo consigliere intimo per la guerra, venendo richiamato in servizio per prendere parte alle battaglie di Petervaradino e di Belgrado in una nuova campagna militare contro i turchi.
Negli ultimi anni della sua vita ottenne la prestigiosa carica di Comandante Supremo della Guardia Palatina Imperiale, ma non riuscì mai a ricoprirla, morendo prima di potere entrare in servizio. Scipione morì a Vienna il 2 ottobre 1721, all'età di 61 anni.

## Matrimonio e Figli
Scipione Guidi di Bagno sposò il 24 aprile 1695 la contessa Anna Maria Eleonora, figlia del conte Stephan von Würben und Freudenthal e di sua moglie, la nobildonna boema Elizabeth Kinsky. La coppia ebbe due figlie:
- Francesca, morta fanciulla;
- Maria Teresa (1704 – 1776), sposò il 24 aprile 1729 il conte Otto Carl von Hohenfeld.

## Albero genealogico
|                         |   |                | Genitori |  |  | Nonni |  |  | Bisnonni              |  |  | Trisnonni              |  |
|                         |   |                |          |  |  |       |  |  | Giulio Guidi di Bagno |  |  | Claudio Guidi di Bagno |  |
|                         |   |                |          |  |  |       |  |  | Giulio Guidi di Bagno |  |  | Claudio Guidi di Bagno |  |
|                         |   | Laura Arrigoni |          |  |  |       |  |  | Giulio Guidi di Bagno |  |  |                        |  |
| Fabrizio Guidi di Bagno |   |                |          |  |  |       |  |  | Giulio Guidi di Bagno |  |  |                        |  |
|                         |   | Barbara Gorni  | …        |  |  |       |  |  |                       |  |  |                        |  |
|                         |   | Barbara Gorni  | …        |  |  |       |  |  |                       |  |  |                        |  |
|                         |   | Barbara Gorni  | …        |  |  |       |  |  |                       |  |  |                        |  |
| Giulio Guidi di Bagno   |   | Barbara Gorni  |          |  |  |       |  |  |                       |  |  |                        |  |
|                         |   | …              | …        |  |  |       |  |  |                       |  |  |                        |  |
|                         |   | …              | …        |  |  |       |  |  |                       |  |  |                        |  |
|                         |   | …              | …        |  |  |       |  |  |                       |  |  |                        |  |
| Caterina Facchini       |   | …              |          |  |  |       |  |  |                       |  |  |                        |  |
|                         |   | …              | …        |  |  |       |  |  |                       |  |  |                        |  |
|                         |   | …              | …        |  |  |       |  |  |                       |  |  |                        |  |
|                         |   | …              | …        |  |  |       |  |  |                       |  |  |                        |  |
| Scipione Guidi di Bagno |   | …              |          |  |  |       |  |  |                       |  |  |                        |  |
|                         | … | …              |          |  |  |       |  |  |                       |  |  |                        |  |
|                         | … | …              |          |  |  |       |  |  |                       |  |  |                        |  |
|                         | … | …              |          |  |  |       |  |  |                       |  |  |                        |  |
| …                       | … |                |          |  |  |       |  |  |                       |  |  |                        |  |
|                         |   | …              | …        |  |  |       |  |  |                       |  |  |                        |  |
|                         |   | …              | …        |  |  |       |  |  |                       |  |  |                        |  |
|                         |   | …              | …        |  |  |       |  |  |                       |  |  |                        |  |
| Claudia Arrigoni        |   | …              |          |  |  |       |  |  |                       |  |  |                        |  |
|                         |   | …              | …        |  |  |       |  |  |                       |  |  |                        |  |
|                         |   | …              | …        |  |  |       |  |  |                       |  |  |                        |  |
|                         |   | …              | …        |  |  |       |  |  |                       |  |  |                        |  |
| …                       |   | …              |          |  |  |       |  |  |                       |  |  |                        |  |
|                         |   | …              | …        |  |  |       |  |  |                       |  |  |                        |  |
|                         |   | …              | …        |  |  |       |  |  |                       |  |  |                        |  |
|                         |   | …              | …        |  |  |       |  |  |                       |  |  |                        |  |
|                         |   | …              |          |  |  |       |  |  |                       |  |  |                        |  |